# Природа пространства и времени
Природа пространства и времени (англ. The Nature of Space and Time) — научно-популярная книга Роджера Пенроуза и Стивена Хокинга, изданная в 1996 году на английском языке в издательстве Princeton University Press, посвящена вопросам космологии. Стилистически написана в форме дебатов, которые были построены по образцу серии дебатов между Альбертом Эйнштейном и Нильсом Бором.
На русский язык была переведена и издана в 2018 году.

## Содержание
В 1994 году Стивен Хокинг и Роджер Пенроуз прочитали серию публичных лекций по общей теории относительности в Институте математических наук имени Исаака Ньютона при Кембриджском университете. Из этих лекций, была скомпанована книга, изданная в 1996 году издательством Принстонского университета.
Книга написана в форме заочных дебатов, которые служат для сравнения и противопоставления взглядов двух ученых. Хотя у обоих ученых имеется общее наследие в физике (Пенроуз входил в комитет по защите докторской диссертации Хокинга в Кембриджском университете), лекторы различаются в своем видении квантовой механики и ее влияния на эволюцию Вселенной. В частности, Хокинг и Пенроуз не согласны друг с другом в том, что происходит с информацией, хранящейся в черной дыре, и почему начало Вселенной отличается от ее конца.
Одно из главных открытий Хокинга, сделанное в 1973 году, заключалось в том, что квантовые эффекты заставят черные дыры испускать частицы. При этом черная дыра будет испаряться, так что в конечном итоге, возможно, от первоначальной ее массы ничего не останется. Но во время своего образования черные дыры поглощают большие объемы информации, такой как: типы, свойства и конфигурации частиц, которые падают внутрь. Хотя квантовая теория требует, чтобы такая информация сохранялась, то, что с ней происходит, остается предметом спора между учеными.
Хокинг и Пенроуз оба считают, что когда черная дыра излучает, она теряет информацию, которую хранила. Но Хокинг настаивает на том, что эта потеря безвозвратна, в то время как Пенроуз утверждает, что эта потеря уравновешивается спонтанными измерениями квантовых состояний, которые возвращают информацию обратно в систему.
Оба ученых согласны с тем, что для описания природы необходима квантовая теория гравитации. Но они расходятся во взглядах на некоторые аспекты этой теории. Пенроуз считает, что хотя фундаментальные силы физики частиц симметричны во времени — они меняются, если время повернуть вспять, так-как квантовая гравитация нарушит временную симметрию. Тогда асимметрия времени объяснит, почему в начале Вселенная была такой однородной, о чем свидетельствует микроволновое фоновое излучение, оставшееся после большого взрыва, в то время как конец Вселенной должен быть беспорядочным.